# Origne
Origne är en kommun i departementet Gironde i regionen Nouvelle-Aquitaine i sydvästra Frankrike. Kommunen ligger i kantonen Saint-Symphorien som tillhör arrondissementet Langon. År 2022 hade Origne 188 invånare.

## Befolkningsutveckling
Antalet invånare i kommunen Origne
Referens:INSEE